# Argyrolepidia restricta
Argyrolepidia restricta là một loài bướm đêm trong họ Noctuidae.